# ريكا فكامي
ريكا فُكامي (深見梨加 فُكامي ريكا) هي مؤدية أصوات يابانية ولدت في 8 أغسطس 1963 في محافظة سايتاما.

## أدوارها في الأنمي

### مسلسلات أنمي تلفزيونية
- سيلور مون - ميناكو أينو/سيلور فينوس
- سيلور مون R - ميناكو أينو/سيلور فينوس
- سيلور مون S - ميناكو أينو/سيلور فينوس
- سيلور مون SuperS - ميناكو أينو/سيلور فينوس
- سيلور مون سيلور ستارز - ميناكو أينو/سيلور فينوس
- البدلة المتنقلة فيكتوري جاندام - هيلين جاكسون
- كاتيكيو هيتمان ريبورن! - نانا ساوادا
- كوكب ملك الوحوش - تشين
- ماوارو بنغويندرام - إيريكو أوغينومي
- BTOOOM! - شيكي موراساكي
- غود إيتر - أيشا غوش

### أوفا أنمي
- مغامرة جوجو الغريبة - إنيا

### أفلام أنمي
- سيلور مون R - ميناكو أينو/سيلور فينوس
- سيلور مون S - ميناكو أينو/سيلور فينوس
- سيلور مون SuperS - ميناكو أينو/سيلور فينوس

## أدوارها في ألعاب الفيديو
- فاينل فانتسي 12 - فران

## أدوارها في الدبلجة اليابانية
- ذا ترمينال - أميليا وارين
- المرأة القطة - لوريل هيدير
- فريندز - مونيكا غيلر
- جاذبية - ريان ستون
- ساكر بنش - دكتورة فيرا غورسكي

## وصلات خارجية
- ريكا فكامي على موقع IMDb (الإنجليزية)
- ريكا فكامي على موقع ميوزك برينز (الإنجليزية)
- ريكا فكامي على موقع قاعدة بيانات الفيلم (الإنجليزية)
- ريكا فكامي على موقع ANN person (الإنجليزية)